# Catalogue of Life
Catalogue of Life er en web-baseret taksonomisk database, som blev lanceret i juni 2001 af Species 2000 og Integrated Taxonomic Information System (ITIS). Formålet med Catalogue of Life er at indsamle taksonomiske oplysninger om alle verdens arter, et komplet katalog over alle kendte organismer på jorden. Catalogue of Life samler data fra 145 forskellige taksonomiske databaser, bygget op af specialister verden over.
Udgaven fra 2014 indeholder 1.586.234 arter, og dette estimerede Catalogue of Life som værende lidt over 3/4 af verdens kendte arter på det tidspunkt.